# زيم (شركة شحن)

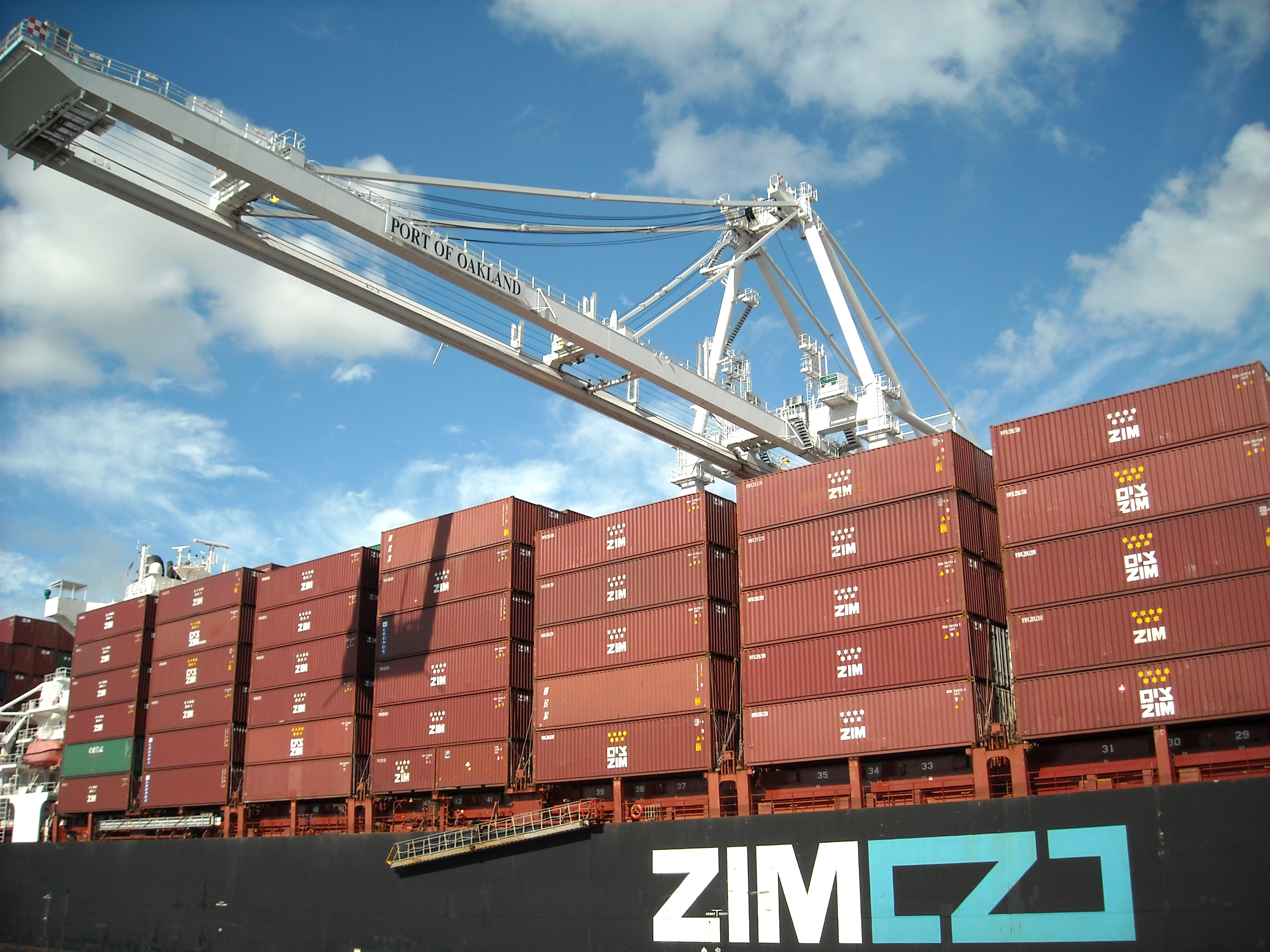
سفينة حاويات زيم

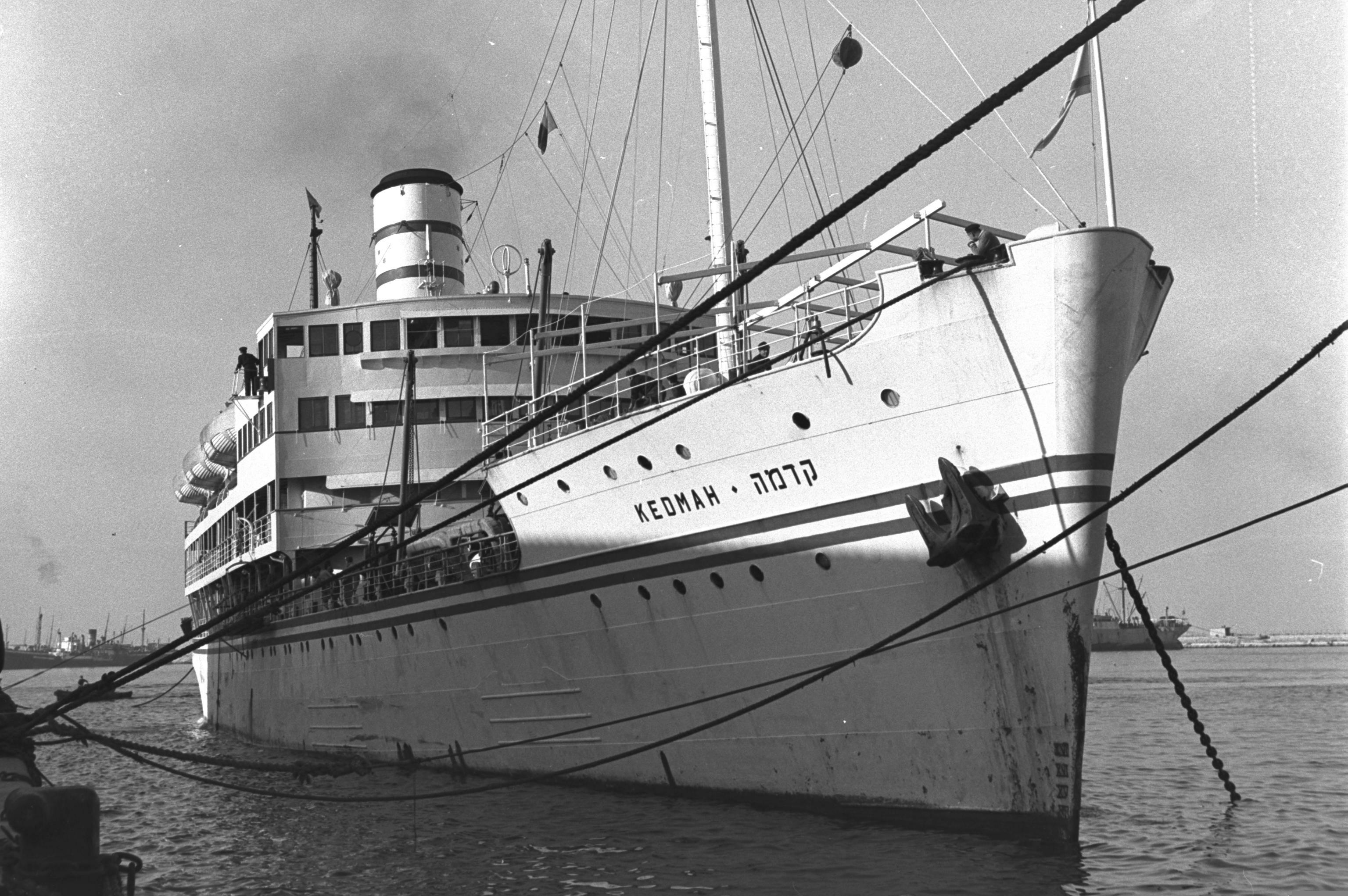
SS Kedma ، أول سفينة ZIM في عام 1947

زيم المتكاملة لخدمات الشحن المحدودة ، المعروف باسم زيم، هي شركة شحن دولية للبضائع الإسرائيلية في إسرائيل ، واحدة من شركات الطيران العالمية أعلى 20.  مقر الشركة في حيفا . كما أن لديها مقر أمريكا الشمالية في نورفولك ، فرجينيا .  نشأت في عام 1945 ، تم تداول زيم من 1948 إلى 2004 باسم شركة زيم المتكاملة لخدمات الشحن.
قامت القوات المسلحة اليمنية (أنصار الله) باختطاف سفينة لهم في تاريخ 25 نوفمبر 2023.

## روابط خارجية
- الموقع الرسمي